# Moses Görgün

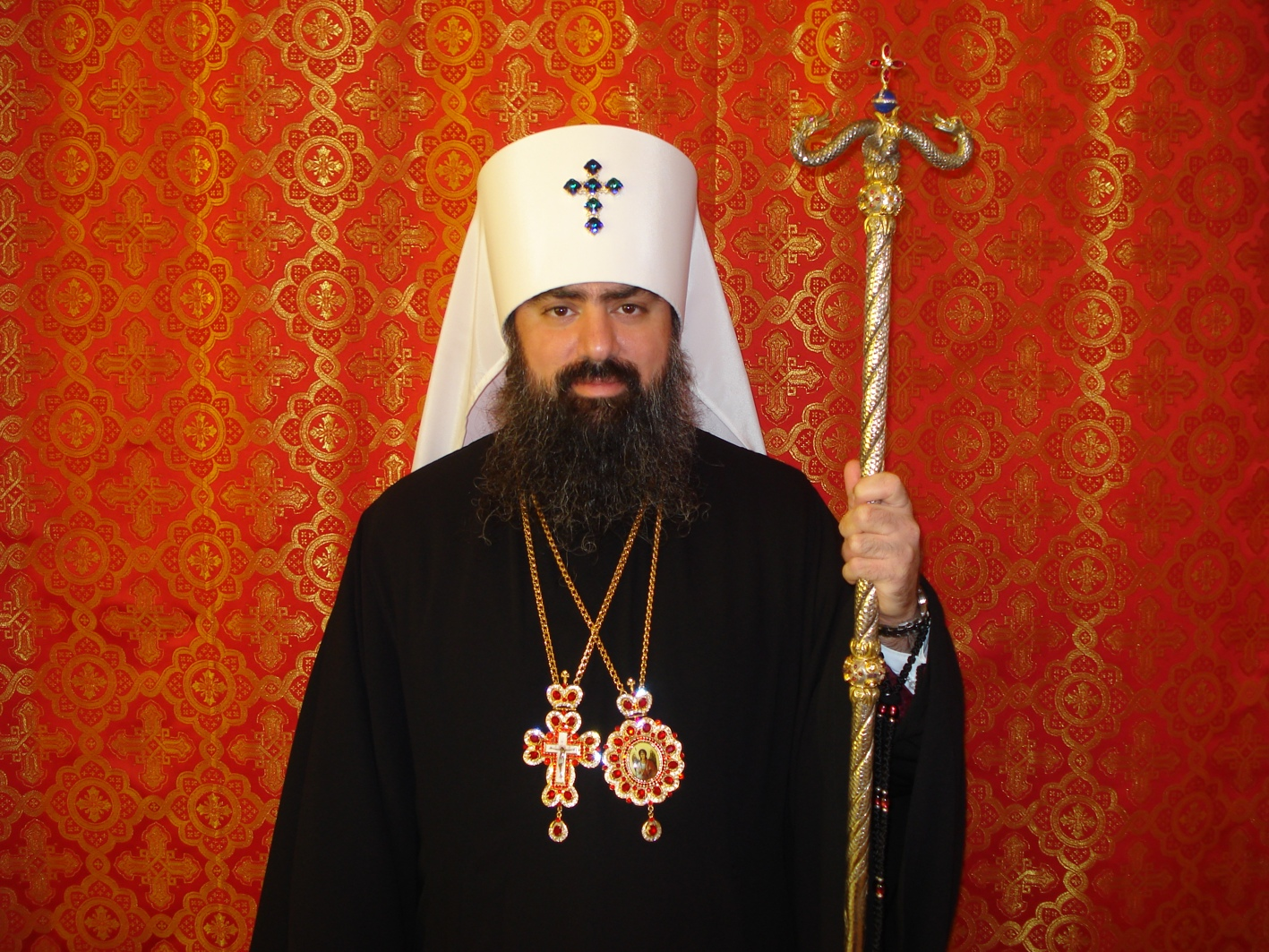
Metropolit und Erzbischof Moses der Genuin Orthodoxen Kirche

Moses Görgün (weltlicher Name Muşe Görgün, ehemals Mor Severius Moses; * 5. Juni 1981 in Füssen) ist seit 2016 Erzbischof der Erzdiözese Deutschland der Genuin Orthodoxen Kirche. Davor war er der erste Metropolit der ehemaligen „Antiochenisch Orthodoxen Kirche von Europa“.

## Leben

### Syrisch-Orthodoxe Kirche
Moses Görgün wuchs in Würzburg auf. Er besuchte von 1998 bis 2000 die Schule des syrisch-orthodoxen Klosters St. Jakob von Sarug im westfälischen Warburg und studierte dort Theologie. Im Jahr 2000 trat er in das syrisch-orthodoxe Kloster St. Ephraem der Syrer im niederländischen Glanerbrug ein und wurde dort am 19. April 2004 als Mönch eingekleidet. Im Alter von 21 Jahren empfing er  2001 dort die Priesterweihe. Von 2000 bis 2004 war er in den Niederlanden Jugendseelsorger für sechs Gemeinden und arbeitete als syrisch-orthodoxer Priester. Von 2005 bis 2006 wurde er als Gemeindepriester in Schweden eingesetzt. Im Jahr 2006 absolvierte er ein Aufbaustudium in der römisch-katholischen Abtei Maria Einsiedeln.

### Malankara Orthodox-Syrische Kirche
2006 löste sich Moses Görgün vom Syrisch-Orthodoxen Patriarchat von Antiochien (mit Sitz in Damaskus) und unterstellte sich mit den beiden Mönchen Isa Oygur und Johannes Budak der Jurisdiktion der autokephalen Malankara-Orthodox-Syrischen Kirche/Katholikat des Ostens (Thomaschristen), auch bekannt als Indische Orthodoxe Kirche, mit dem Ziel, in Europa eine eigene Seelsorgearbeit aufzubauen. 2007 wurde durch die Malankara-Orthodox-Syrische Kirche eine  Erzdiözese von Europa gegründet; Erzbischof Moses wurde am 21. November 2007 für die Erzdiözese Europa mit dem Amtsnamen Mor Severius (Mar (Titel)) geweiht und der Kirche ein autonomer Status zuerkannt.
Am 10. Juli 2007 führte Moses ein Interview mit Özcan Kaldoyo,  in dem er sich selbst zum Heiligen erklärte.
Im Februar 2009 wurde die autonome Erzdiözese von der Generalsynode der indischen Malankara-Orthodox-Syrischen Kirche zur quasi-autokephalen Syrisch-Orthodoxen Kirche von Europa erhoben. Erzbischof Moses war seitdem Metropolit von Deutschland und Primas dieser Kirche.
2012 gründete er das Kloster St. Gabriel in Altenbergen in Thüringen und leitete von dort aus die Europazentrale.

#### Erste Exkommunikation
Der jetzige (Stand 2023) Erzbischof Moses wurde vom Syrisch-Orthodoxen Patriarchat von Antiochien am 5. Dezember 2007 exkommuniziert, da er mit seiner Bischofsweihe durch die Malankara-Orthodox-Syrische Kirche Metropolit in einer von der Syrisch-orthodoxen Kirche von Antiochien exkommunizierten kirchlichen Gruppe unter den  Thomaschristen geworden war. Damit ist seine Bischofsweihe aus der Sicht der Syrisch-Orthodoxen Kirche von Antiochien ungültig.

#### Unstimmigkeiten mit der Indisch-Orthodoxen Kirche und weitere Exkommunikation
Am 16. März 2009 verlieh die Synode der "Indisch-Orthodoxen Kirche" ihrer  europäischen Erzdiözese den Status der Autokephalie. Sie erhielt den Namen Syrisch-Orthodoxe Kirche von Europa. Mor Severius Moses Görgün wurde zum Primas und Metropoliten der Kirche ernannt. Im Mai bestätigte die "Indisch-Orthodoxe Kirche", dass die Befugnis der neuen Kirche auf Europa beschränkt sei und dass sie keine Befugnis über die Christen in Indien habe. Dennoch weihte  Severius Moses Görgün am 21. März 2010 Mor Bartholomaos Joseph zum Metropoliten von Angamaly, einer Diözese auf dem Territorium der "Indisch-Orthodoxen Kirche".
Infolge dieser Zuwiderhandlung exkommunizierte das indische Kirchenoberhaupt, Katholikos Baselios Marthoma Didymos I., Severius Moses Görgün und entzog seiner Kirche die Anerkennung. Dies führte dazu, dass die Kirche ihren Namen änderte, um ihre Präsenz außerhalb Europas widerzuspiegeln. Seit dem 28. April 2010 nannte sie sich Antiochenisch Syrisch-Orthodoxe Kirche. Mor Severius Moses Görgün ignorierte weiterhin die Anordnungen der "Indisch-Orthodoxen Kirche" und weihte am 17. Juni 2010 Timotheos Yuhanon zum Bischof von Idukki und Gregorios Mathews zum Bischof von Kottayam, beides Diözesen in Indien (siehe Antiochenisch Syrisch-Orthodoxe Kirche).

### Genuin Orthodoxe Kirche von Griechenland
Schließlich trat Moses Görgün zur byzantinischen Orthodoxie über und schloss sich den griechischen Altkalendariern an. Bei dieser Gelegenheit empfing er abermals die Taufe, die Mönchsweihe und alle Ordinationen bis hinauf zur Bischofsweihe. Auf diese Weise wechselte Moses Görgün 2016 zur Genuin Orthodoxen Kirche des patristischen Kalenders Griechenlands (Angelos-Synode) und wurde Erzbischof der neu geschaffenen Erzdiözese Myreon in Deutschland. Sein Sitz blieb das Kloster in Altenbergen.